# Calma-olas
El calma-olas es una instalación comúnmente dispuesta a proa o a popa, apropiada para soltar aceite sobre el agua con objeto de producir, cuando hay una gran marejada, una zona tranquila en torno del buque o por la parte de barlovento.
El aceite se emplea para calmar el oleaje, lanzándolo por medio de un bombillo en la dirección deseada o bien suspendiendo por la parte exterior del buque, en los puntos más convenientes, sacos llenos de algodones o estopas empapadas en tal materia.